# Кёй, Анри
Антуан Анри Кей (фр. Antoine Henri Queuille; 31 марта 1884, Нёвик, деп. Коррез — 15 июня 1970, Париж) — французский государственный и политический деятель. Радикал. Видный политик в Третьей и Четвёртой Республиках. После второй мировой войны он трижды занимал пост премьер-министра Франции.
Министр сельского хозяйства Франции с 14 июня 1924 по 17 апреля 1925, с 19 июля 1926 по 11 ноября 1928, с 21 февраля по 2 марта 1930, с 18 декабря 1932 по 8 ноября 1934 и с 10 апреля 1938 по 21 марта 1940. Министр здравоохранения Франции с 13 декабря 1930 по 27 января 1931 и с 8 ноября 1934 по 1 июня 1935. Министр почт, телеграфов и телефонов с 3 июня по 18 декабря 1932. Министр общественных работ Франции с 22 июня 1937 по 13 марта 1938. Министр поставок с 21 марта по 16 июня 1940. С 9 ноября 1943 по 3 июня 1944 года — член Французского комитета национального освобождения. Государственный министр Франции с 26 июля по 5 сентября 1948 и с по. Министр общественных работ, транспорта и туризма с 5 по 11 сентября 1948. Премьер-министр Франции с 11 сентября 1948 по 28 октября 1949, с 2 по 12 июля 1950 и с 10 марта по 11 августа 1951. Министр финансов и экономических дел Франции с 11 сентября 1948 по 12 января 1949. Вице-председатель Совета Министров Франции с 28 октября 1949 по 2 июля 1950 и с 20 января 1952 по 19 июня 1954. Министр внутренних дел Франции с 7 февраля 1950 по 11 августа 1951.
Он был сыном дворянки, дважды потомок короля Иерусалимского Жана де Бриенна.

## Правительства Кея

### Первое министерство (11 сентября 1948 — 28 октября 1949)
- Анри Кей — председатель Совета Министров и министр финансов и экономических дел;
- Андре Мари — вице-председатель Совета Министров и министр юстиции;
- Робер Шуман — министр иностранных дел;
- Поль Рамадье — министр национальной обороны;
- Жюль Мок — министр внутренних дел;
- Робер Лакост — министр торговли и промышленности;
- Даниель Мейер — министр труда и социальное обеспечения;
- Андре Колен — министр торгового флота;
- Ивон Дельбос — министр национального образования;
- Робер Бетолу — министр по делам ветеранов и жертв войны;
- Пьер Пфлимлен — министр сельского хозяйства;
- Поль Косте-Флоре — министр по делам заграничной Франции;
- Кристиан Пино — министр общественных работ, транспорта и туризма;
- Пьер Шнейте — министр здравоохранения и народонаселения;
- Эжен Клод-Пти — министр восстановления и градостроительства;

#### Изменения
- 12 января 1949 — Морис Пецш наследует Кею как министр финансов и экономических дел;
- 13 февраля 1949 — Робер Лекур наследует Мари как вице-председатель Совета Министров и министр юстиции.

### Второе министерство Кея (2 — 12 июля 1950)
- Анри Кей — председатель Совета Министров и министр внутренних дел;
- Жорж Бидо — вице-председатель Совета Министров;
- Робер Шуман — министр иностранных дел;
- Рене Плевен — министр национальной обороны;
- Морис Пецш — министр финансов и экономических дел;
- Эдгар Фор — министр бюджета;
- Жан-Мари Лувель — министр торговли и промышленности;
- Поль Бэкон — министр труда и социальное обеспечения;
- Рене Мейер — министр юстиции;
- Лионель де Тенги дю Пуё — министр торгового флота;
- Андре Морис — министр национального образования;
- Луи Жакино — министр по делам ветеранов и жертв войны;
- Пьер Пфлимлен — министр сельского хозяйства;
- Поль Косте-Флоре — министр по делам заграничной Франции;
- Морис Буржес-Монури — министр общественных работ, транспорта и туризма;
- Пьер Шнейте — министр здравоохранения и народонаселения;
- Эжен Клод-Пти — министр восстановления и градостроительства;
- Шарль Брюн — министр почт;
- Жан Летурно — министр информации;
- Поль Джакобби — министр государственной службы и административной реформы;
- Поль Рейно — министр отношений с государствами-партнёрами и Дальним Востоком.

### Третье министерство (10 марта — 11 августа 1951)
- Анри Кей — председатель Совета Министров и министр внутренних дел;
- Ги Молле — вице-председатель Совета Министров и министр по делам Совета Европы;
- Рене Плевен — вице-председатель Совета Министров;
- Жорж Бидо — вице-председатель Совета Министров;
- Робер Шуман — министр иностранных дел;
- Жюль Мок — министр национальной обороны;
- Морис Пецш — министр финансов и экономических дел;
- Эдгар Фор — министр бюджета;
- Жан-Мари Лувель — министр торговли и промышленности;
- Поль Бэкон — министр труда и социальное обеспечения;
- Рене Мейер — министр юстиции;
- Гастон Дефферр — министр торгового флота;
- Пьер-Оливье Лапи — министр национального образования
- Луи Жакино — министр по делам ветеранов и жертв войны;
- Пьер Пфлимлен — министр сельского хозяйства;
- Франсуа Миттерран — министр по делам заграничной Франции;
- Антуан Пине — министр общественных работ, транспорта и туризма;
- Пьер Шнейте — министр здравоохранения и народонаселения;
- Эжен Клод-Пти — министр восстановления и градостроительства;
- Шарль Брюн — министр почт;
- Альбер Газье — министр информации;
- Жан Летурно — министр отношений с государствами-партнёрами.